# Jean-Philippe Gbamin
Jean-Philippe Gbamin [ˌʒe.ba.ˈmɛ̃ː] (* 25. September 1995 in San-Pédro, Elfenbeinküste) ist ein ivorisch-französischer Fußballspieler.

## Vereinskarriere
Gbamin hatte in seiner Jugend für zwei kleine nordfranzösische Vereine gespielt, ehe er 2007 in die Jugend des nordfranzösischen Vereins RC Lens aufgenommen wurde. Dort rückte er zu Beginn der Saison 2012/13 mit 16 Jahren in den Kader der zweiten Mannschaft in der vierten Liga auf und kam für diese regelmäßig zum Einsatz. Vereine wie Paris Saint-Germain und Olympique Lyon, aber auch ausländische Clubs äußerten Interesse an einer Verpflichtung des jungen Spielers.
Noch in derselben Spielzeit kam der Verteidiger mit 17 Jahren zu seinem Profidebüt für die Zweitligamannschaft, als er am 10. Mai 2013 im Spiel gegen EA Guingamp in der 14. Minute eingewechselt wurde. Beim Spielstand von 0:2 ersetzte er damit Alexandre Coeff; das Spiel wurde 0:7 verloren. Zu Beginn der Saison 2013/14 wurde er zum Stammspieler, auch wenn er sich in deren Verlauf teils wieder mit einer Rolle als Ersatzspieler begnügen musste. Im Mai 2014 machte die Elf den Aufstieg in die oberste französische Spielklasse perfekt. Am 9. August 2014 gab er bei einer 0:1-Niederlage gegen den FC Nantes sein Erstligadebüt. In der Folgezeit war er weiterhin Stammspieler und stieg am Saisonende mit der Mannschaft wieder ab. Er blieb dem RC Lens nach dem Abstieg treu und zählte in der Spielzeit 2015/16 zur zweitbesten Defensive der Liga, die Rückkehr in die Erstklassigkeit wurde jedoch verpasst.
Zur Saison 2016/17 wurde Gbamin vom Bundesligisten Mainz 05 verpflichtet. Bei Mainz 05 war er von Beginn an Stammspieler im defensiven Mittelfeld. Er absolvierte 95 Pflichtspiele (drei Tore in der Bundesliga), darunter fünf Einsätze in der Gruppenphase der Europa League 2016/17. Sein Vertrag lief bis 2023.
Zur Saison 2019/20 wechselte Gbamin in die Premier League zum FC Everton, bei dem er einen Vertrag mit einer Laufzeit bis zum 30. Juni 2024 unterschrieb. Im zweiten Spiel der Saison, einer 0:2-Niederlage gegen Aston Villa, zog er sich eine Sehnenverletzung zu und fiel für den Rest der Saison aus. Einen Monat nach seiner Rückkehr verletzte er sich erneut und verpasste abermals eine ganze Saison. Am 1. November 2021 absolvierte er gegen die  Wolverhampton Wanderers das erste Spiel seit August 2019. Anschließend kam Gbamin noch zu zwei weiteren Einsätzen und im Februar 2022 wurde er zwecks Spielpraxis an den russischen Erstligisten ZSKA Moskau verliehen.
Nach zwei Monaten der Vereinslosigkeit schloss er sich im November 2023 dem französischen Zweitligisten USL Dunkerque an.

## Nationalmannschaft
Gbamin war als ivorischer und französischer Staatsangehöriger für beide Verbände spielberechtigt. Er nahm 2010 an einer Vorauswahl zur französischen U16-Auswahl teil. Kurz nach seiner Aufnahme in die Reservemannschaft des RC Lens wurde er in die französische U18 berufen und debütierte für diese am 6. September 2012 bei einem 4:1 gegen Österreich. Im Sommer 2013 folgte der Sprung in die U19, mit der er drei Spiele bei der EM 2013 absolvierte und im Endspiel an Serbien scheiterte. Insgesamt spielte er neunmal für die U19 und erzielte ein Tor. Von November 2014 bis November 2016 machte er für die französische U21 elf Spiele. Zwischenzeitlich spielte er im November 2015 ein Spiel für die U20-Auswahl.
Am 24. April 2017 entschied sich Gbamin, künftig für die ivorische Nationalmannschaft zu spielen und kam im folgenden Juni erstmals zum Einsatz. Mit der Auswahl nahm er an der Afrikameisterschaft 2019 teil und erreichte dort das Viertelfinale. Seitdem wurde er jedoch nicht mehr nominiert.